# Arnold Hendrik Theodoor Michiels van Verduynen
Arnold Hendrik Theodoor baron Michiels van Verduynen, heer van Verduynen (Roermond, 13 juni 1774 – Echt, 18 oktober 1846) was een Nederlands burgemeester van Roermond en politicus.

## Familie
Michiels was een lid van de familie Michiels en werd geboren als een zoon van Joannis Alexander Michiels, heer van Verduynen (1740-1794) en Cecilia Antonia van der Renne (1737-1809). Op 21 januari 1802 te Roermond trouwde hij met Sabine Marie Josephine Costerius de Boshoven (1775-1850) en samen hadden ze zes kinderen. Hij was een schoonvader van Franciscus Bernardus Hubertus Michiels van Kessenich en grootvader van Louis Michiels van Verduynen.

## Loopbaan
Michiels begon zijn carrière als burgemeester van Roermond. Daarna was hij lid van de Provinciale Staten van Limburg. Van 11 januari 1821 tot 25 oktober 1830 was hij werkzaam als districtscommissaris van Roermond. Van 22 oktober 1840 tot 19 oktober 1846 functioneerde Michiels van Verduynen als lid van de Tweede Kamer der Staten-Generaal.

## Nevenfunctie
- Lid van de Ridderschap van Limburg

## Ridderorde
- Ridder in de Orde van de Nederlandse Leeuw